# هری فورستر
هری فورستر (انگلیسی: Harry Forrester؛ زادهٔ ۲ ژانویهٔ ۱۹۹۱) بازیکن فوتبال سابق اهل انگلستان است.
از باشگاه‌هایی که در آن بازی کرده‌است می‌توان به استون ویلا، دونکستر راورز، برنتفورد، کیلمارنوک، ویمبلدون، رنجرز، اورنج کانتی و تراکتور اشاره کرد.